# Sworn to the Dark
Sworn to the Dark – trzeci album studyjny szwedzkiej grupy muzycznej Watain. Wydawnictwo ukazało się 19 lutego 2007 roku nakładem wytwórni muzycznej Season of Mist. Nagrania zostały zarejestrowane jesienią 2006 roku w Necromorbus Studios we współpracy z producentem muzycznym Tore Stjerna. Płyta została zadedykowana pamięci gitarzysty i wokalisty zespołu Dissection - Jonowi Nödtveidtowi. 

## Lista utworów
Opracowano na podstawie materiału źródłowego.
| Nr  | Tytuł utworu                               | Długość |
| --- | ------------------------------------------ | ------- |
| 1.  | „Legions of the Black Light”               | 08:04   |
| 2.  | „Satan's Hunger”                           | 06:46   |
| 3.  | „Withershins” (utwór instrumentalny)       | 01:02   |
| 4.  | „Storm of the Antichrist”                  | 04:15   |
| 5.  | „The Light That Burns the Sun”             | 07:04   |
| 6.  | „Sworn to the Dark”                        | 05:03   |
| 7.  | „Underneath the Cenotaph”                  | 04:12   |
| 8.  | „The Serpent's Chalice”                    | 06:42   |
| 9.  | „Darkness and Death”                       | 04:13   |
| 10. | „Dead but Dreaming” (utwór instrumentalny) | 02:05   |
| 11. | „Stellarvore”                              | 08:17   |
|     |                                            | 57:43   |

## Twórcy
Opracowano na podstawie materiału źródłowego.

- Erik "E" Danielsson - wokal prowadzący, gitara basowa
- Pelle "P" Forsberg - gitara rytmiczna, gitara prowadząca
- Håkan "H" Jonsson - perkusja
- Davide "Set Teitan" Totaro - gitara prowadząca (utwór 1)
- Tobias Sidegård - wokal wspierający (utwór 11)
- Alvaro Lillo - wokal wspierający (utwór 11)
- Peter Stjärnvind - wokal wspierający (utwór 11)
- Carlos Aguilar - wokal wspierający (utwór 11)
- Michayah Belfagor - gitara prowadząca (utwór 9)
- Tore Stjerna - produkcja muzyczna
- Peter in de Betou - mastering
- Ketalodog - oprawa graficzna
- Lyrant - zdjęcia

## Wydania
| Rok  | Nr katalogowy | Format                | Wydawca                    | Region            | Źródło |
| ---- | ------------- | --------------------- | -------------------------- | ----------------- | ------ |
| 2007 | SOM 148       | CD, Album, Dig        | Season Of Mist             | Francja           | [ 5 ]  |
| 2007 | NED 013       | 2xLP, Album           | Norma Evangelium Diaboli   | Francja           | [ 5 ]  |
| 2007 | CDM 2812      | CD, Album             | CD-Maximum                 | Rosja             | [ 5 ]  |
| 2007 | FLAME42       | CD, Album             | The Ajna Offensive         | Stany Zjednoczone | [ 5 ]  |
| 2007 | ASH 029 CD    | CD, Album, Dig        | Pulverised Records         | Singapur          | [ 5 ]  |
| 2007 | SOM 148       | CD, Promo             | Season Of Mist             | Francja           | [ 5 ]  |
| 2007 | ICP-046       | Cass, Album           | InCoffin Productions       | Tajlandia         | [ 5 ]  |
| 2008 | NED 019       | 2xLP, Pic, Album, Ltd | Norma Evangelium Diaboli   | Francja           | [ 5 ]  |
| 2008 | SPR-61        | Cass, Album           | Satanic Propaganda Records | Szwecja           | [ 5 ]  |